# Луї Галуа
Луї Рене Фернан Галуа (фр. Louis Gallois; народився 26 січня 1944 року в Монтобані, Тарн і Гаронна) французький бізнесмен і виконавчий директор EADS'у (2007—2012).

## Освіта
Галуа виріс в Монтобані, де він отримав ступінь бакалавраа в 1961 році. Потім він взяв участь у бізнес-школі HEC, який закінчив в 1966 році. Потім він закінчив школу адміністрації ЕСА в 1972 році.

## Кар'єра
Галуа розпочав свою кар'єру в державному казначействі в 1972 році. Він очолював кілька державних відомств за свою кар'єру .
У 1981 році став головою адміністрації міністерства науки та промисловості.
У 1988 році призначений керівником адміністрації цивільних і військових програм міністерства оборони Франції, посаду якого обіймав до 1989 року. Луї Галуа володіє величезним досвідом роботи в авіаційній галузі. З кінця 80-х до середини 90-х років минулого століття Луї Галуа очолював фірми, які в наш час[коли?] входять в концерн ЕАДС.
Він був головою і головним виконавчим директором авіаційної фірми фр. Snecma — Снекма з 1989 по 1992 рік, після чого очолив французьку авіабудівну фірму «Аероспасьяль». Займаючи цю посаду, Галуа входив до складу наглядової ради консорціуму англ. Airbus Industries — «Ербас Індастріз».
Тобто, трьома роками пізніше після того, як він став головою Снекми, він став генеральним директором Аероспасьяль. Він очолював цю компанію до 1996 року, коли він став президентом SNCF.
З 1996 по червень 2006 року Луї Галуа очолював «Національну компанію залізниць».
Галуа приєднався до EADS 2 липня 2006 року після відходу у відставку Ноеля Форґо. Форґо пішов у відставку після звинувачень в інсайдерській торгівлі, яку він заперечував. Форґо продав акції EADS за декілька тижнів до того, як його дочірня компанія Airbus оголосила про те, що випуск Аеробуса A380 буде відкладено ще раз. Ця заява викликала падіння ціни акцій EADS на 26 %.
9 жовтня 2006 року Галуа замінив Крістіана Штрайфа на посаді генерального директора компанії-виробника літаків Airbus S.A.S. 16 липня 2007 структура управління EADS була змінена і Галуа став єдиним виконавчим директором EADS.
За іншими джерелами, призначений президентом корпорації Airbus S.A.S. — «Ербас» Луї Галуа — типовий «енарк» як називають у Франції випускників престижної Школи національної адміністрації (ЕНА) постачальника управлінців високого рівня; а головою найбільшої європейської авіаційної корпорації він став за рішенням ради директорів її головного акціонера — Європейського аерокосмічного і оборонного концерну (ЕАДС), зберігши за собою і посаду президента цього концерну.
Галуа був членом Ради директорів EADS'у з 2000 року. Крім того, він є членом ради директорів фр. École Centrale des Arts et Manufactures — Центральної школи мистецтв і промисловців і президентом Фонду фр. Villette – Entreprises — Віллет — Ентерпрайз.

## Сімейний стан
Одружений, має трьох дітей.